# 1518 en arts plastiques
| Années des arts plastiques : 1515 - 1516 - 1517 - 1518 - 1519 - 1520 - 1521    |
| Décennies des arts plastiques : 1480 - 1490 - 1500 - 1510 - 1520 - 1530 - 1540 |

Cette page concerne l'année 1518 en arts plastiques.

## Œuvres

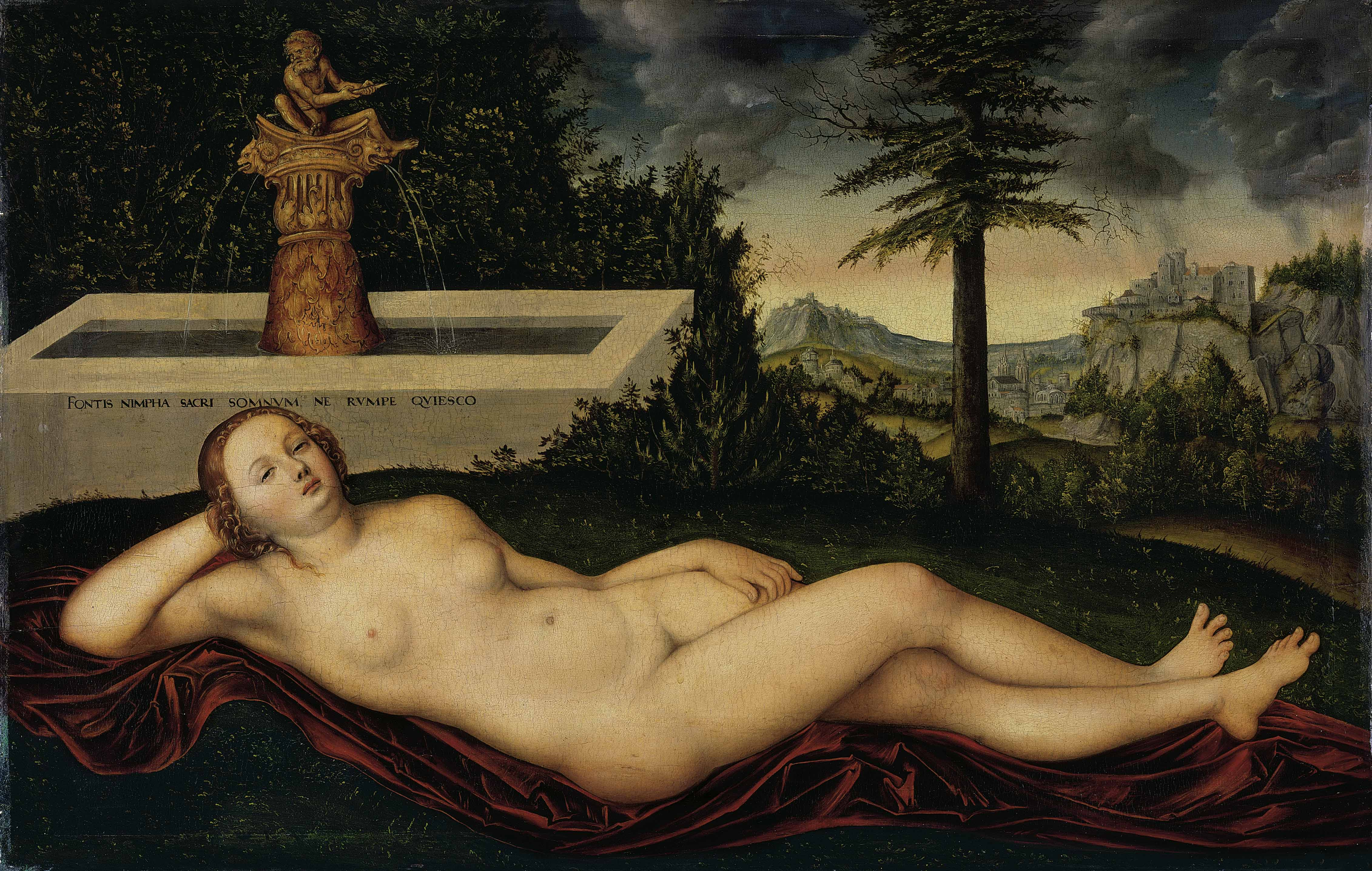
Nymphe, de Lucas Cranach l'Ancien.

## Naissances
- 29 septembre : Jacopo Robusti, dit le Tintoret, peintre italien, à Venise († 31 mai 1594),
- Vers 1518 :
- Antonio Badile, peintre italien († 1560),
- 1518 ou 1519 : Étienne Delaune, orfèvre, dessinateur et graveur français († vers 1583).

## Décès
- ? :
  - Lorenzo Fasolo, peintre italien (° 1463),
  - Domenico Morone, peintre italien (° vers 1442),
- Après 1518 :
- Leonardo di Francesco di Lazzaro Malatesta, peintre italien (° vers 1483).